# Scott Polaski
Scott Polaski (né le 4 août 1982 à Colorado Springs aux États-Unis) est un joueur professionnel américain de hockey sur glace.

## Carrière de joueur
Avant de devenir hockeyeur professionnel, Polaski passa quatre saisons avec les Tigers de Colorado College de la NCAA. Il termina la saison 2004-2005 avec les Grizzlies de l'Utah de la Ligue américaine de hockey. La saison suivante, il se joint aux Eagles du Colorado de la Ligue centrale de hockey où il y évolue toujours.

## Statistiques
| Saison      | Équipe                     | Ligue       |     | Saison régulière | Saison régulière | Saison régulière | Saison régulière | Saison régulière |    | Séries éliminatoires | Séries éliminatoires | Séries éliminatoires | Séries éliminatoires | Séries éliminatoires |
| Saison      | Équipe                     | Ligue       | PJ  | B                | A                | Pts              | Pun              | PJ               | B  | A                    | Pts                  | Pun                  |                      |                      |
| 1999-2000   | Musketeers de Sioux City   | USHL        | 58  | 15               | 22               | 37               | 46               | 5                | 3  | 6                    | 9                    | 0                    |                      |                      |
| 2000-2001   | Musketeers de Sioux City   | USHL        | 51  | 18               | 26               | 44               | 65               | 3                | 0  | 1                    | 1                    | 0                    |                      |                      |
| 2001-2002   | Tigers de Colorado College | NCAA        | 38  | 4                | 12               | 16               | 28               | -                | -  | -                    | -                    | -                    |                      |                      |
| 2002-2003   | Tigers de Colorado College | NCAA        | 42  | 4                | 6                | 10               | 24               | -                | -  | -                    | -                    | -                    |                      |                      |
| 2003-2004   | Tigers de Colorado College | NCAA        | 39  | 9                | 12               | 21               | 22               | -                | -  | -                    | -                    | -                    |                      |                      |
| 2004-2005   | Tigers de Colorado College | NCAA        | 38  | 2                | 15               | 17               | 24               | -                | -  | -                    | -                    | -                    |                      |                      |
| 2004-2005   | Grizzlies de l'Utah        | LAH         | 4   | 0                | 0                | 0                | 0                | -                | -  | -                    | -                    | -                    |                      |                      |
| 2005-2006   | Eagles du Colorado         | LCH         | 64  | 19               | 22               | 41               | 12               | 12               | 4  | 1                    | 5                    | 12                   |                      |                      |
| 2006-2007   | Eagles du Colorado         | LCH         | 64  | 14               | 24               | 38               | 54               | 23               | 5  | 8                    | 13                   | 8                    |                      |                      |
| 2007-2008   | Eagles du Colorado         | LCH         | 43  | 14               | 17               | 31               | 42               | 16               | 5  | 5                    | 10                   | 4                    |                      |                      |
| 2008-2009   | Eagles du Colorado         | LCH         | 64  | 13               | 39               | 52               | 54               | 13               | 1  | 5                    | 6                    | 20                   |                      |                      |
| 2011-2012   | Grizzlies de l'Utah        | ECHL        | 1   | 0                | 0                | 0                | 0                | -                | -  | -                    | -                    | -                    |                      |                      |
| Totaux LCH  | Totaux LCH                 | Totaux LCH  | 235 | 60               | 102              | 162              | 162              | 64               | 15 | 19                   | 34                   | 44                   |                      |                      |
| Totaux NCAA | Totaux NCAA                | Totaux NCAA | 157 | 19               | 45               | 64               | 98               | -                | -  | -                    | -                    | -                    |                      |                      |

### Équipes d'étoiles et trophées
- Ligue centrale de hockey
  - 2007 : remporte la Coupe du Président Ray Miron avec les Eagles du Colorado
  - 2009 : participe au Match des étoiles